# مغامرات الدمية بينوكيو
مغامرات بينوكيو هي رواية للأطفال كتبت في فلورنسا للمؤلف الإيطالي كارلو كولودي وفي عامي 1881 و1882 كان الجزء الأول من هذه الرواية مسلسلا ثم بعد ذلك تم اكمال هذه الرواية لتصبح كتابا للأطفال وذلك في فبراير عام 1883. وتدور أحداث هذه الرواية حول مغامرات مزعجة لمجسم متحرك يدعى بينوكيو ووالده الفقير الذي يعمل حفارا للخشب ويدعى جيبيتو . وهي تعتبر أحد الروايات الجميلة في أدب الأطفال والتي أثرت في المئات من الإصدارات الجديدة والمسرحيات والترويج والأفلام مثل النسخة المتحركة لمبتدع الوالت ديزني وأفكار شائعة مثل أنف الكاذب الطويل. ووفقا لبحث واسع النطاق والذي قامت به فوندازيون نازيونال كارلو كولودي في أواخر التسعينات واستنادا على مصادر اليونسكو تم اعتمادها في أكثر من 240 لغة على مستوى العالم.. وهذا مايجعلها من بين الكتب الأكثر ترجمة وقراءة على نطاق واسع .

## تاريخ
مغامرات بينوكيوهي قصة على هيئة رسوم متحركة عن مجسم، وعن والأولاد الذين تحولوا إلى حمير وغيرها من الخرافات..
وكانت هذه القصة خيال ادبي فريد من نوعه في ذلك الوقت. ومحيط القصة هو منطقة توسكن في إيطاليا ولغة القصة هي اللغة الإيطالية يتخللها بعض من ملامح لهجة فلورنسا مثل اسم بطل الرواية فلورنسا. وفي الخمسينات بدأ كولودي بامتلاك مجموعة من الكتب الخيالية والواقعية المطبوعة. وفي إحدى المرات قام بترجمة بعض من الكتب الخيالية الفرنسية وسئل عن رغبته في كتابة قصص من خياله. وفي عام 1881 أرسل جزئية قصيرة من كتابته عن حياة مجسم خشبي لصديق له يعمل محررا في صحيفة في روما متسائلا عما إذا كان بإمكانه نشر «قليلا من الحماقة» في قسم الأطفال في صحيفته .وقد قام المحرر بذلك ونالت إعجاب الأطفال.
```
وكان لمغامرات بينوكيو سلسلة من الكتب دونت مابين عامي81-82 والتي نشرت في عام 1883 وحازت على نجاح هائل.  
وفي النصف الثاني من الكتاب كانت شخصية والدة الجنية ذات الشعر الأزرق هي الأكثر هيمنة وسيطرة من شخصية الأب خلاف الجزء الأول من الكتاب. وكان أدب الأطفال فكرة وابتكار جديد في زمن كولودي وذلك في القرن 19. حيث كانت جديدة من حيث الأسلوب والمضمون وفتحت الطريق لكثير من الكتاب في القرن التالي.
```

## سير الأحداث في الرواية
يجد النجار قطعة ناطقة من الخشب ويعطيها جاره الفقير جيبيتو الذي يريد أن يبني مجسما.حيث نحت هذه القطعة إلى مجسم وأطلق عليه بينوكيو كإسم ابنه. ولكن بينوكيو هرب بعيدا مجرد أن تعلم المشي.
وتم اكتشاف المجسم من قبل الايطاليين، ولكن يفترض أن يتعرض بينوكيو لمعاملة سيئة وأن يسجن جيبيتو . إلا أن بينوكيو يعود إلى منزل جيبيتو حيث يقتل الكريكيت الناطق من غير قصد والذي كان يحذره من المخاطرالتي قد تصيبه بسبب العصيان والهوى.
وفي ذلك المساء، يغفو بينوكيو وهو واضع قدميه على الموقد، فيستيقظ فيجدأنها قداحترقت أمامه. ويتم إطلاق سراح جيبيتو من السجن فيصنع لبينوكيوقدمين جديدين . ومن باب الشكر والامتنان يعد بينوكيو جيبيتو بالعودة ألى المدرسة ويقوم جيبيتو ببيع معطفه الوحيد لشراء الكتب المدرسية له .
وفي طريقه إلى المدرسة في صباح اليوم التالي، شاهد بينوكيو مسرح الدمية المتحركة العظمى، وقام ببيع كتابه المدرسي من أجل شراء تذكرة لمشاهدة هذا العرض. حيث قامت الدمى بمنادته على خشبة المسرح وشكره على الحضور امام الجمهور، مما أثار غضب السيد الدمية مانقيافوسو . وفي بداية الأمر قررسيد دمية لاستخدام بينوكيو كحطب ولكن في النهاية أطلق سراحه وأعطاه خمس قطع ذهبية ليقدمها إلى جيبيتو.
الثعلب والقطة التي رسمها إنريكو مازانتي.
وعلى الرغم من أن بينوكيو رحل إلى المنزل لإعطاء النقود إلى والده، إلا أنه التقى بالثعلب والقط. حيث كان يدعي القط بأنه أعمى، وتظاهر الثعلب بأنه أعرج . حاول الشحرور الأبيض تحذير بينوكيو من أكاذيبهم، ولكن القط قام بأكله، وعند هذه اللحظة قال الثعلب إن هذا الشحرور تحدث كثيرا، وكان لا بد من إسكاته.
أقنع الحيوانين بينوكيو انه إذا زرع نقوده في حقل المعجزة الموجود خارج مدينة كاتشفولز، سوف تزداد نقوده لتصبح شجرة مليئة بالقطع النقدية والتي قد تصل إلى ألف أو ألفين من قطع الذهب. وفي الطريق إلى الحقل، توقفوا ونزلوا، حيث قام الثعلب والقط بتناول الطعام على نفقة بينوكيو وطلبوا أن يوقظهم في منتصف الليل.
وقبل ساعتين من الوقت المحدد، قام الحيوانان بالتخلي عن بينوكيو، وتركوه يدفع قطعة نقدية واحدة من نقوده ثمن الوجبة. وأمروا صاحب الفندق بأن يخبر بينوكيو أنهم غادروا بعد تلقي رسالة تفيد بأن القط الكبير والصغير مرضوا، وأنهم سيلتقون ببينوكيو في حقل المعجزة في الصباح. وانصرفوا قبل بينوكيو وقد تنكروا وأخفوا أنفسهم وتظاهروا بأنهم لصوص في حين واصل بينوكيو المسير للقبض على المخادع، على الرغم من تحذيرات الكريكيت الذي قتل سابقا له من الشبح .
قام الثعلب والقط المقنعين بوضع كمين لبينوكيو ولكن الدمية هرب إلى البيت الأبيض بعد أن قضم مخلب القط. وعندما طرق على الباب، واستقبل بينوكيو الجنية ذات الشعر الفيروزي التي تقول بأنها تموت وتنتظر أن تكفن.
ولسوء الحظ، عندما كان بينوكيو يتحدث مع الجنية، قبض اللصوص عليه وقاموا بتعليقه على الشجرة وخنقه. وبعد فترة من الوقت، تعب الثعلب والقط من الانتظار وتركوا الدمية تختنق، وغادروا.
قامت الجنية بإنقاذ بينوكيو وذلك بمساعدة خادمها الكلب الذكي ميدورو وبطلب المساعدة من الصقر حيث قاموا جميعا بإخراجه وأخذه بمركبتها .
وقامت الجنية بمكالمة ثلاثة من أشهر الأطباء لإخبارها ماإذا كان بينوكيو قد يموت أم لا. حيث صرح اثنان منهم، وهما البومة والغراب، بأنهم غير متأكدين من وضع بينوكيو.
أما الطبيب الثالث وهو روح الكريكيت الناطق، يقول بأن المجسم على ما يرام، ولكن ماصابه كان بسبب عصيانه وإساءته لوالده
أعطت الجنية بينوكيو الدواء والذي وافق على أخذه بعد أن يصل الأربعة أرانب متعهدة الدفن . لحمل جسده لأنه سيموت قريبا إذا لم يتناول دواءه . استرد بينوكيو عافيته . ولقد كذب بينوكيو على الجنية عندما سألته عما حدث للنقود المعدنية . حيث طال أنفه وازداد طولا حتى أصبح غير قادر على الحركة داخل الغرفة. فسرت الجنية بأن كذب بينوكيو جعل أنفه ينمو ودعت مجموعة كبيرة تتكون من ألف نقار خشب لنحت أنفه وإرجاعه لحجمه الطبيعي وأرسلت لجيبيتو بأن يأتي للعيش معهما في كوخ الغابة . وعندما تقدم بينوكيو للقاء والده، قال بأنه واجه الثعلب والقط مرة أخرى، الذين لم يعدا يرتديان الأقنعة الخاصة بهم. وعندما لاحظ بينوكيو وجود قدم القط المفقود مع الذراع اليمنى في الحبل، زعم الثعلب أن عليهم التضحية لإطعام الذئب الكبير الذي يعاني من الجوع.